# La vida mata
La vida mata fue el tercer álbum de la banda española de rock Los Enemigos.
Fue publicado en 1990 por la discográfica GASA y es considerado por parte de la crítica especializada como la obra cumbre de la formación. La revista Rockdelux incluso la incluyó en su selección de los 100 mejores discos españoles del siglo XX situándola en el puesto 54.
Incluía alguno de los temas que pasaron a la posteridad como clásicos del grupo tales como “Septiembre”, “Desde el jergón” o “Miedo”. 
En su momento se vendieron 8.000 unidades del álbum.

## Lista de canciones
1. El gran calambre final - (03:51)
2. El fraile y yo - (03:55)
3. Traspiés - (03:51)
4. Ouija - (02:59)
5. La torre de Babel - (02:55)
6. Desde el jergón - (03:35)
7. Septiembre - (03:30)
8. Yo no quiero ser feliz - (03:44)
9. Miedo - (03:32)
10. Firmarás - (03:38)